# 950.
950. je šesto desetletje v 10. stoletju med letoma 950 in 959. 